# Pidariguthi
Pidariguthi (nep. पिडारीगुठी) – gaun wikas samiti w środkowej części Nepalu w strefie Narajani w dystrykcie Parsa. Według nepalskiego spisu powszechnego z 2001 roku liczył on 667 gospodarstw domowych i 4207 mieszkańców (2049 kobiet i 2158 mężczyzn).